# Mens Sana Basket 1871 2015-2016
Questa voce raccoglie le informazioni riguardanti la Mens Sana Basket 1871 nelle competizioni ufficiali della stagione 2015-2016.

## Stagione
La stagione 2015-2016 della Mens Sana Basket 1871
Partecipa al girone Ovest della Serie A2.

## Roster 2015-16
|    | Naz.                                       | Ruolo | Sportivo          | Anno | Alt. | Peso |  |
| -- | ------------------------------------------ | ----- | ----------------- | ---- | ---- | ---- |  |
| 7  | Italia (bandiera)                          | G     | Stefano Borsato   | 1986 | 193  | 85   |  |
| 10 | Stati Uniti (bandiera) · Italia (bandiera) | C     | Dane DiLiegro     | 1988 | 204  | 115  |  |
| 11 | Italia (bandiera)                          | AP    | Alex Ranuzzi      | 1986 | 195  | 96   |  |
| 15 | Italia (bandiera)                          | C     | Leonardo Marini   | 1995 | 205  | 108  |  |
| 21 | Italia (bandiera)                          | AP    | Lorenzo Bucarelli | 1998 | 196  | 80   |  |
| 22 | Italia (bandiera)                          | AG    | Mattia Udom       | 1993 | 202  | 88   |  |
| 23 | Stati Uniti (bandiera)                     | P     | Darryl Bryant     | 1990 | 187  | 88   |  |
| 25 | Stati Uniti (bandiera)                     | G     | Chris Roberts     | 1988 | 193  | 93   |  |
| 32 | Italia (bandiera)                          | AG    | Valerio Cucci     | 1995 | 202  | 87   |  |

### Staff tecnico
- Allenatore: Alessandro Ramagli
- Vice Allenatore: Matteo Mecacci
- Preparatore Atletico: Jacopo Mulinacci